# みんなの童謡
『みんなの童謡』（みんなの どうよう）は、NHK総合テレビジョンで2000年4月1日から2013年3月21日まで放送されていた3分間のミニ番組である。

## 概要
NHKでは音楽のミニ番組として1961年から『みんなのうた』を放送している。当初こそ外国の楽曲や既存の童謡などもオリジナル曲とともに数多く放送されていたが、年々オリジナル曲の比率が高まり、それらの曲の大半は“J-POP”と呼ばれる日本のポピュラー音楽の影響を受ける曲であった。
これを受け、「教育的視点から童謡や旧文部省唱歌専門の番組が必要」との声があがったのに応える形でスタート。『みんなのうた』とは一線を画し、映像は実写映像を使い、季節感を出すために月ごとに曲目を変更。さらにはその曲の誕生にまつわるエピソードも紹介している。また、流行歌の中からもこの番組の趣旨に合致したものを取り上げることもある。
2000年の放送開始以降、13年間放送されたが、2013年3月21日の放送をもって終了した。

## 放送時間
- 総合テレビ：木曜 15:12 - 15:15
2008年9月までは土曜 18:42 - 18:45に、また2010年3月までは第2以外の日曜 11:50 - 11:53にも放送されていた。

他の国内チャンネル、 NHKワールドでも随時放送。

## 放送リスト・楽曲
| ソート | 初回放送日      | 放送楽曲                   | 作詞者                                      | 作曲者                                      | 放送で歌った歌手                 | 備考                                                |
| ------ | --------------- | -------------------------- | ------------------------------------------- | ------------------------------------------- | -------------------------------- | --------------------------------------------------- |
| こ     | -               | 鯉のぼり                   | 近藤宮子                                    | 不詳                                        | NHK東京児童合唱団                |                                                     |
| う     | -               | 海                         | 林柳波                                      | 井上武士                                    | 東京混声合唱団                   | 文部省唱歌                                          |
| う     | -               | うれしいひなまつり         | サトウハチロー                              | 河村光陽                                    | 東京放送児童合唱団               |                                                     |
| す     | -               | スキー                     | 時雨音羽                                    | 平井康三郎                                  | 栗友会合唱団                     |                                                     |
| た     | -               | たき火                     | 巽聖歌                                      | 渡辺茂                                      | 東京放送児童合唱団               |                                                     |
| は     | -               | 春よ来い                   | 相馬御風                                    | 弘田龍太郎                                  | 眞理ヨシコ                       |                                                     |
| ふ     | -               | 冬景色                     | 不詳                                        | 不詳                                        | 川田正子                         | 文部省唱歌                                          |
| も     | -               | 紅葉                       | 高野辰之                                    | 岡野貞一                                    | 林あさ美                         |                                                     |
| ゆ     | -               | 揺籠のうた                 | 北原白秋                                    | 草川信                                      | 森山良子                         |                                                     |
| わ     | -               | われは海の子               | 宮原晃一郎                                  | 不詳                                        | 東京放送児童合唱団 日本合唱協会  | 文部省唱歌                                          |
| く     | 2000年 4月1日   | 靴が鳴る                   | 清水かつら                                  | 弘田龍太郎                                  | 東京放送児童合唱団               |                                                     |
| か     | 2000年 5月6日   | かなりや                   | 西條八十                                    | 成田為三                                    | 塩田美奈子                       |                                                     |
| は     | 2000年 6月3日   | 花嫁人形                   | 蕗谷虹児                                    | 杉山長谷夫                                  | 鮫島有美子                       |                                                     |
| み     | 2000年 7月1日   | みかんの花咲く丘           | 加藤省吾                                    | 海沼実                                      | 芹洋子                           |                                                     |
| あ     | 2000年 8月5日   | 青い眼の人形               | 野口雨情                                    | 本居長世                                    | 岩崎宏美                         |                                                     |
| ゆ     | 2000年 9月2日   | 夕焼小焼                   | 中村雨紅                                    | 草川信                                      | NHK東京児童合唱団                |                                                     |
| あ     | 2000年 10月7日  | 赤とんぼ                   | 三木露風                                    | 山田耕筰                                    | 中澤桂                           |                                                     |
| ま     | 2001年 4月7日   | 牧場の朝                   | 杉村楚人冠                                  | 船橋栄吉                                    | 足立さつき 東京放送児童合唱団    |                                                     |
| せ     | 2001年 5月5日   | 背くらべ                   | 海野厚                                      | 中山晋平                                    | NHK東京児童合唱団                |                                                     |
| お     | 2001年 6月2日   | 朧月夜                     | 高野辰之                                    | 岡野貞一                                    | 神崎ゆう子                       | 尋常小学読本唱歌                                    |
| し     | 2001年 10月6日  | 叱られて                   | 清水かつら                                  | 弘田龍太郎                                  | 香西かおり                       |                                                     |
| は     | 2002年 3月23日  | 春の小川                   | 高野辰之                                    | 岡野貞一                                    | 田中星児 栗友会合唱団            | 文部省唱歌                                          |
| こ     | 2002年 4月13日  | 鯉のぼり                   | 近藤宮子                                    | 不詳                                        | 東京放送児童合唱団               |                                                     |
| な     | 2002年 5月11日  | 夏は来ぬ                   | 佐々木信綱                                  | 小山作之助                                  | 渡辺かおり                       |                                                     |
| す     | 2002年 10月5日  | 砂山                       | 北原白秋                                    | 山田耕筰                                    | 木村俊光                         |                                                     |
| あ     | 2003年 3月1日   | あおげば尊し               | 不詳                                        | 不詳                                        | 東京混声合唱団                   | 文部省唱歌。 作者については諸説あり。               |
| ど     | 2003年 3月8日   | どこかで春が               | 百田宗治                                    | 草川信                                      | 渡辺かおり                       |                                                     |
| か     | 2003年 4月24日  | かわいいかくれんぼ         | サトウハチロー                              | 中田喜直                                    | 稲村なおこ                       |                                                     |
| ち     | 2003年 5月17日  | 茶摘み                     | 不詳                                        | 不詳                                        | NHK東京児童合唱団                | 文部省唱歌                                          |
| た     | 2003年 6月21日  | たなばたさま               | 権藤はなよ （補作詞：林柳波）               | 下総皖一                                    | 不詳                             |                                                     |
| あ     | 2003年 9月6日   | あの町この町               | 野口雨情                                    | 中山晋平                                    | NHK東京児童合唱団                |                                                     |
| き     | 2003年 10月2日  | 汽車                       | 不詳                                        | 大和田愛羅                                  | NHK東京児童合唱団                | 文部省唱歌                                          |
| む     | 2003年 11月1日  | 村祭                       | 葛原しげる                                  | 南能衛                                      | 原田直之                         | 文部省唱歌                                          |
| あ     | 2003年 12月4日  | 赤いくつ                   | 野口雨情                                    | 本居長世                                    | 島田歌穂                         |                                                     |
| か     | 2003年 12月     | 肩たたき                   | 西條八十                                    | 中山晋平                                    | 白鳥英美子                       |                                                     |
| り     | 2004年 1月8日   | りんごのひとりごと         | 武内俊子                                    | 河村光陽                                    | 大和田りつこ                     |                                                     |
| こ     | 2004年 2月5日   | この道                     | 北原白秋                                    | 山田耕筰                                    | 五郎部俊朗                       |                                                     |
| い     | 2004年 3月4日   | 一ねんせいになったら       | まど・みちお                                | 山本直純                                    | 神崎ゆう子 NHK東京児童合唱団     |                                                     |
| そ     | 2004年 4月1日   | 早春賦                     | 吉丸一昌                                    | 中田章                                      | 渡辺かおり                       |                                                     |
| な     | 2004年 5月5日   | 仲よし小道                 | 三苫やすし                                  | 河村光陽                                    | 岡崎裕美 NHK東京児童合唱団       |                                                     |
| あ     | 2004年 6月2日   | 雨                         | 北原白秋                                    | 弘田龍太郎                                  | 香西かおり                       |                                                     |
| し     | 2004年 7月1日   | シャボン玉                 | 野口雨情                                    | 中山晋平                                    | 島田ゆう子                       |                                                     |
| か     | 2004年 8月4日   | からたちの花               | 北原白秋                                    | 山田耕筰                                    | 佐野成宏                         |                                                     |
| ゆ     | 2004年 9月1日   | 夕日                       | 葛原しげる                                  | 室崎琴月                                    | NHK東京児童合唱団                |                                                     |
| し     | 2004年 10月1日  | 証城寺の狸囃子             | 野口雨情                                    | 中山晋平                                    | 不詳                             |                                                     |
| あ     | 2004年 10月28日 | 赤い鳥小鳥、りすりす小りす | 北原白秋                                    | 成田為三                                    | 神崎ゆう子                       |                                                     |
| は     | 2004年 12月1日  | 浜千鳥                     | 鹿島鳴秋                                    | 弘田龍太郎                                  | 不詳                             |                                                     |
| き     | 2005年 2月6日   | 汽車ぽっぽ                 | 本居長世                                    | 若松正司                                    | デューク・エイセス               |                                                     |
| な     | 2005年 3月26日  | 夏の思い出                 | 江間章子                                    | 中田喜直                                    | 栗友会合唱団                     |                                                     |
| か     | 2005年 4月      | かなりや                   | 西條八十                                    | 成田為三                                    | 塩田美奈子                       |                                                     |
| お     | 2005年 5月7日   | おお牧場はみどり           | （訳詞）中田羽後                            | ボヘミア民謡                                | NHK東京児童合唱団                | 『みんなのうた』第1回放送曲                         |
| て     | 2005年 6月4日   | てるてる坊主               | 浅原鏡村                                    | 中山晋平                                    | 石川さゆり                       |                                                     |
| み     | 2005年 7月2日   | みどりのそよ風             | 清水かつら                                  | 草川信                                      | 神崎ゆう子 NHK東京児童合唱団     |                                                     |
| や     | 2005年 8月6日   | 椰子の実                   | 島崎藤村                                    | 大中寅二                                    | 夏川りみ                         |                                                     |
| さ     | 2005年 9月3日   | サッちゃん                 | 阪田寛夫                                    | 大中恩                                      | 渡辺かおり                       |                                                     |
| ち     | 2005年 10月1日  | ちんちん千鳥               | 北原白秋                                    | 近衛秀麿                                    | 永井和子                         |                                                     |
| ち     | 2005年 11月     | ちいさい秋みつけた         | サトウハチロー                              | 中田喜直                                    | ボニージャックス                 | 『みんなのうた』放送曲                              |
| お     | 2005年 12月     | お正月                     | 東くめ                                      | 瀧廉太郎                                    | 茂森あゆみ 東京放送児童合唱団    |                                                     |
| ま     | 2006年 2月      | 鞠と殿さま                 | 西條八十                                    | 中山晋平                                    | NHK東京児童合唱団                |                                                     |
| は     | 2006年 3月2日   | 花                         | 武島羽衣                                    | 瀧廉太郎                                    | 東京混声合唱団                   |                                                     |
| は     | 2006年 4月1日   | 春が来た                   | 高野辰之                                    | 岡野貞一                                    | 稲村なおこ                       | 文部省唱歌                                          |
| ち     | 2006年 5月5日   | 茶摘み                     | 不詳                                        | 不詳                                        | NHK東京児童合唱団                | 2度目                                               |
| は     | 2006年 6月      | 花嫁人形                   | 蕗谷虹児                                    | 杉山長谷夫                                  | 鮫島有美子                       |                                                     |
| ゆ     | 2006年 7月      | 夕焼小焼                   | 中村雨紅                                    | 草川信                                      | NHK東京児童合唱団                |                                                     |
| は     | 2006年 7月      | 浜辺の歌                   | 林古渓                                      | 成田為三                                    | 三原剛                           |                                                     |
| ぞ     | 2006年 8月      | ぞうさん                   | まど・みちお                                | 團伊玖磨                                    | ダ・カーポ                       |                                                     |
| き     | 2006年 8月18日  | 汽車                       | 不詳                                        | 大和田愛羅                                  | NHK東京児童合唱団                | 2度目                                               |
| あ     | 2006年 9月16日  | あの子はたあれ             | 細川雄太郎                                  | 海沼実                                      | 江原陽子 NHK東京児童合唱団       |                                                     |
| あ     | 2006年 9月      | 赤とんぼ                   | 三木露風                                    | 山田耕筰                                    | 中澤桂                           |                                                     |
| と     | 2006年 10月1日  | とんぼのめがね             | 額賀誠志                                    | 平井康三郎                                  | 速水けんたろう 渡辺かおり        |                                                     |
| ゆ     | 2006年 11月4日  | 雪の降るまちを             | 内村直也                                    | 中田喜直                                    | 多田羅迪夫                       |                                                     |
| お     | 2006年 12月1日  | おもちゃのマーチ           | 海野厚                                      | 小田島樹人                                  | 神崎ゆう子                       |                                                     |
| す     | 2007年 1月      | スキーの歌                 | 林柳波                                      | 橋本国彦                                    | デューク・エイセス               | 文部省唱歌                                          |
| か     | 2007年 1月13日  | かわいい魚屋さん           | 加藤省吾                                    | 山口保治                                    | NHK東京児童合唱団                |                                                     |
| し     | 2007年 2月16日  | 島原の子守唄               | 宮崎一章 （本名：宮崎康平、別名：宮崎耿平） | 宮崎一章 （本名：宮崎康平、別名：宮崎耿平） | 早坂光枝                         | JASRACには「宮崎一章作詞・作曲」で登録。            |
| む     | 2007年 3月17日  | 村の鍛冶屋                 | 不詳                                        | 不詳                                        | NHK東京児童合唱団                | 文部省唱歌                                          |
| み     | 2007年 4月8日   | みなと                     | 旗野十一郎 （補作詞：林柳波）               | 吉田信太                                    | NHK東京児童合唱団                |                                                     |
| せ     | 2007年 4月28日  | 背くらべ                   | 海野厚                                      | 中山晋平                                    | NHK東京児童合唱団                | 2度目                                               |
| き     | 2007年 5月12日  | 金太郎                     | 石原和三郎                                  | 田村虎蔵                                    | NHK東京児童合唱団                |                                                     |
| あ     | 2007年 6月14日  | 青い眼の人形               | 野口雨情                                    | 本居長世                                    | 岩崎宏美                         |                                                     |
| お     | 2007年 7月15日  | お山の杉の子               | 吉田テフ子 （補作詞：サトウハチロー）       | 佐々木すぐる                                | NHK東京児童合唱団                |                                                     |
| あ     | 2007年 8月4日   | 雨ふり                     | 北原白秋                                    | 中山晋平                                    | NHK東京児童合唱団                |                                                     |
| う     | 2007年 8月18日  | 歌の町                     | 勝承夫                                      | 小村三千三                                  | NHK東京児童合唱団                |                                                     |
| は     | 2007年 9月1日   | 埴生の宿                   | （訳詞）里見義                              | ビショップ                                  | 成底ゆう子                       |                                                     |
| す     | 2007年 9月15日  | 砂山                       | 北原白秋                                    | 山田耕筰                                    | 木村俊光                         | 2度目                                               |
| む     | 2007年 9月29日  | 虫のこえ                   | 不詳                                        | 不詳                                        | 神崎ゆう子 NHK東京児童合唱団     | 文部省唱歌                                          |
| さ     | 2007年 11月3日  | 里の秋                     | 斎藤信夫                                    | 海沼実                                      | 島田祐子                         |                                                     |
| ど     | 2007年 11月17日 | どんぐりころころ           | 青木存義                                    | 梁田貞                                      | NHK東京児童合唱団                |                                                     |
| お     | 2007年 12月1日  | おかあさん                 | 田中ナナ                                    | 中田喜直                                    | 渡辺かおり NHK東京児童合唱団     |                                                     |
| い     | 2007年 12月22日 | 一月一日                   | 千家尊福                                    | 上真行                                      | NHK東京児童合唱団                |                                                     |
| ぺ     | 2008年 1月26日  | ペチカ                     | 北原白秋                                    | 山田耕筰                                    | 松倉とし子                       | 再放送                                              |
| う     | 2008年 2月16日  | 兎のダンス                 | 野口雨情                                    | 中山晋平                                    | 山野さと子 NHK東京児童合唱団     |                                                     |
| め     | 2008年 3月8日   | めだかの学校               | 茶木滋                                      | 中田喜直                                    | 芹洋子                           |                                                     |
| お     | 2008年 3月22日  | おうま                     | 林柳波                                      | 松島つね                                    | 大和田りつこ NHK東京児童合唱団   |                                                     |
| こ     | 2008年 4月26日  | 鯉のぼり                   | 近藤宮子                                    | 不詳                                        | まるたまり NHK東京児童合唱団     | 「桃太郎」とカップリングされて放映。                |
| も     | 2008年 4月26日  | 桃太郎                     | 不詳                                        | 岡野貞一                                    | まるたまり NHK東京児童合唱団     | 文部省唱歌。 「鯉のぼり」とカップリングされて放映。 |
| ち     | 2008年 5月17日  | 茶摘み                     | 不詳                                        | 不詳                                        | NHK東京児童合唱団                | 再放送                                              |
| な     | 2008年 5月24日  | 夏は来ぬ                   | 佐々木信綱                                  | 小山作之助                                  | 渡辺かおり                       | 再放送                                              |
| で     | 2008年 6月28日  | 電車ごっこ                 | 井上赳                                      | 下総皖一                                    | 佐藤弘道 NHK東京児童合唱団       |                                                     |
| や     | 2008年 7月12日  | 椰子の実                   | 島崎藤村                                    | 大中寅二                                    | 夏川りみ                         | 再放送                                              |
| か     | 2008年 7月26日  | かもめの水兵さん           | 武内俊子                                    | 河村光陽                                    | NHK東京児童合唱団                |                                                     |
| さ     | 2008年 8月24日  | サッちゃん                 | 阪田寛夫                                    | 大中恩                                      | 渡辺かおり                       | 再放送                                              |
| と     | 2008年 9月13日  | とんび                     | 葛原しげる                                  | 梁田貞                                      | NHK東京児童合唱団                |                                                     |
| ち     | 2008年 10月9日  | ちいさい秋みつけた         | サトウハチロー                              | 中田喜直                                    | ボニージャックス                 | 再放送                                              |
| こ     | 2008年 10月23日 | 故郷の空                   | 大和田建樹                                  | スコットランド民謡                          | 黒田博                           |                                                     |
| ま     | 2008年 11月13日 | 丸竹夷                     | 不詳                                        | わらべうた                                  | あいりすぐるーぷ                 |                                                     |
| き     | 2008年 12月4日  | 京の大仏つぁん             | 不詳                                        | わらべうた                                  | あいりすぐるーぷ                 |                                                     |
| い     | 2008年 12月25日 | 一月一日                   | 千家尊福                                    | 上真行                                      | NHK東京児童合唱団                | 再放送                                              |
| こ     | 2009年 1月8日   | ことりのうた               | 与田準一                                    | 芥川也寸志                                  | 渡辺かおり                       |                                                     |
| こ     | 2009年 2月5日   | この道                     | 北原白秋                                    | 山田耕筰                                    | 五郎部俊朗                       | 再放送                                              |
| な     | 2009年 2月19日  | ないしょ話                 | 結城よしを                                  | 山口保治                                    | NHK東京児童合唱団                |                                                     |
| ふ     | 2009年 3月12日  | ふしぎなポケット           | まど・みちお                                | 渡辺茂                                      | 渡辺かおり NHK東京児童合唱団     |                                                     |
| あ     | 2009年 3月19日  | 赤い帽子白い帽子           | 武内俊子                                    | 河村光陽                                    | 大和田りつこ NHK東京児童合唱団   |                                                     |
| き     | 2009年 4月30日  | 金太郎                     | 石原和三郎                                  | 田村虎蔵                                    | NHK東京児童合唱団                | 再放送                                              |
| お     | 2009年 5月14日  | おつかいありさん           | 関根榮一                                    | 團伊玖磨                                    | 岡崎裕美                         |                                                     |
| と     | 2009年 6月4日   | とけいのうた               | 筒井敬介                                    | 村上太朗                                    | 山野さと子 杉並児童合唱団        |                                                     |
| え     | 2009年 6月25日  | 絵日傘                     | 大村主計                                    | 豊田義一                                    | 稲村なおこ                       |                                                     |
| き     | 2009年 7月23日  | 汽車ポッポ                 | 富原薫                                      | 草川信                                      | NHK東京児童合唱団                |                                                     |
| は     | 2009年 8月27日  | はるかな友に               | 磯部俶                                      | 磯部俶                                      | 栗友会合唱団                     |                                                     |
| あ     | 2009年 9月3日   | あの町この町               | 野口雨情                                    | 中山晋平                                    | 東京放送児童合唱団               | 再放送                                              |
| は     | 2009年 9月24日  | はしれ ちょうとっきゅう    | 山中恒                                      | 湯浅譲二                                    | 堀江美都子 NHK東京児童合唱団     |                                                     |
| ゆ     | 2009年 10月22日 | 夕日                       | 葛原しげる                                  | 室崎琴月                                    | NHK東京児童合唱団                | 再放送                                              |
| あ     | 2009年 11月12日 | 秋                         | 井上赳                                      | 弘田龍太郎                                  | 渡辺かおり NHK東京児童合唱団     |                                                     |
| に     | 2009年 11月25日 | 庭の千草                   | 里美義                                      | アイルランド民謡                            | 幸田浩子                         |                                                     |
| お     | 2009年 12月17日 | おもちゃのマーチ           | 海野厚                                      | 小田島樹人                                  | 神崎ゆう子                       | 再放送                                              |
| し     | 2010年 1月7日   | 証城寺の狸囃子             | 野口雨情                                    | 中山晋平                                    | NHK東京児童合唱団                | 再放送                                              |
| す     | 2010年 1月22日  | スキーの歌                 | 林柳波                                      | 橋本国彦                                    | デューク・エイセス               | 再放送                                              |
| ゆ     | 2010年 2月5日   | 揺籠のうた                 | 北原白秋                                    | 草川信                                      | 森山良子                         | 再放送                                              |
| ぺ     | 2010年 2月18日  | ペチカ                     | 北原白秋                                    | 山田耕筰                                    | 松倉とし子                       | 再放送                                              |
| は     | 2010年 3月5日   | 春よ来い                   | 相馬御風                                    | 弘田龍太郎                                  | 眞理ヨシコ                       | 再放送                                              |
| や     | 2010年 3月18日  | やぎさんゆうびん           | まどみちお                                  | 團伊玖磨                                    | 山野さと子                       |                                                     |
| お     | 2010年 3月31日  | おうま                     | 林柳波                                      | 松島つね                                    | 大和田りつこ                     | 再放送                                              |
| は     | 2010年 4月21日  | 箱根八里                   | 鳥居忱                                      | 瀧廉太郎                                    | 早稲田大学グリークラブ           | 再放送                                              |
| こ     | 2010年 5月5日   | こいのぼり                 | 近藤宮子                                    | 不詳                                        | まるたまり NHK東京児童合唱団     | 再放送                                              |
| ふ     | 2010年 5月6日   | ふしぎなポケット           | まどみちお                                  | 渡辺茂                                      | 渡辺かおり NHK東京児童合唱団     | 再放送                                              |
| ま     | 2010年 5月19日  | 鞠と殿さま                 | 西條八十                                    | 中山晋平                                    | NHK東京児童合唱団                | 再放送                                              |
| な     | 2010年 6月2日   | 夏の思い出                 | 江間章子                                    | 中田喜直                                    | 栗友会合唱団                     | 再放送                                              |
| く     | 2010年 6月16日  | 靴が鳴る                   | 清水かつら                                  | 弘田龍太郎                                  | 東京放送児童合唱団               | 再放送                                              |
| か     | 2010年 7月1日   | かわいい魚屋さん           | 加藤省吾                                    | 山口保治                                    | NHK東京児童合唱団                | 再放送                                              |
| ふ     | 2010年 7月15日  | ふじの山                   | 巖谷小波                                    | 不詳                                        | NHK東京児童合唱団                | 文部省唱歌                                          |
| あ     | 2010年 8月22日  | アイスクリームの歌         | さとうよしみ                                | 服部公一                                    | 渡辺かおり NHK東京児童合唱団     | 『みんなのうた』放送曲                              |
| な     | 2010年 11月3日  | 七つの子                   | 野口雨情                                    | 本居長世                                    | 渡辺かおり NHK東京児童合唱団     |                                                     |
| こ     | 2011年 1月19日  | 荒城の月                   | 土井晩翠                                    | 瀧廉太郎                                    | 福島明也                         |                                                     |
| す     | 2011年 4月21日  | すうじのうた               | 夢虹二                                      | 小谷肇                                      | 杉並児童合唱団                   |                                                     |
| ふ     | 2011年 5月26日  | ふるさと                   | 高野辰之                                    | 岡野貞一                                    | NHK東京児童合唱団 東京混声合唱団 |                                                     |
| ふ     | 2011年 12月1日  | 冬の星座                   | 堀内敬三                                    | ヘイス                                      | 東京混声合唱団                   | 文部省唱歌                                          |
| ゆ     | 2012年 2月16日  | 雪                         | 不詳                                        | 不詳                                        | 東京混声合唱団                   | 文部省唱歌                                          |

注釈
- 表中「文部省唱歌」とあるものは「大日本帝国文部省」が制定した唱歌である。「日本国文部省」（現・文部科学省）はこうした唱歌の制定は行っていない。従って、「文部省唱歌」はすべての楽曲が1945年以前に作られたものである。
- 当番組でのバック演奏は、東京フィルハーモニー交響楽団によるものが多い。

## DVD・CD
NHKエンタープライズから発売
DVD
- みんなの童謡 第1集（NSDS-9079 2005年6月24日発売）
  - 収録曲：靴が鳴る、かなりや、花嫁人形、みかんの花咲く丘、青い眼の人形、夕焼小焼、赤とんぼ、ちいさい秋みつけた、たき火、ペチカ、揺籠のうた、春よ来い、牧場の朝 、朧月夜、夏の思い出、われは海の子、ぞうさん
- みんなの童謡 第2集（NSDS-9080 2005年6月24日発売）
  - 収録曲：叱られて、里の秋、毬と殿さま、冬景色、スキーの歌、うれしいひなまつり、春の小川、鯉のぼり、夏は来ぬ、汽車ポッポ、海、浜辺の歌、砂山、紅葉、お正月、スキー、仰げば尊し
- みんなの童謡 第3集（NSDS-9081 2005年6月24日発売）
  - 収録曲：どこかで春が、かわいいかくれんぼ、茶摘、あの町この町、汽車、村祭、肩たたき、りんごのひとりごと、この道、一ねんせいになったら、早春賦、仲よし小道、雨、シャボン玉、からたちの花、夕日、赤い鳥小鳥/りすりす小りす
- みんなの童謡 第4集（NSDS-11694 2008年1月25日発売）
  - 収録曲：赤い靴、おお牧場はみどり、椰子の実、さっちゃん、花、春が来た、あの子はたあれ、とんぼのめがね、雪の降る街を、おもちゃのマーチ、かわいい魚屋さん、村の鍛冶屋、みなと、背くらべ、きんたろう、あめふり、埴生の宿

CD
- みんなの童謡コレクション 〜赤とんぼ〜（NSCA-10455 2008年1月23日発売）
- みんなの童謡コレクション 〜春の小川〜（NSCA-10456 2008年1月23日発売）